# Hamburg (Illinois)
Hamburg é uma vila localizada no estado americano de Illinois, no Condado de Calhoun.

## Demografia
Segundo o censo americano de 2000, a sua população era de 126 habitantes.
Em 2006, foi estimada uma população de 125, um decréscimo de 1 (-0.8%).

## Geografia
De acordo com o United States Census Bureau tem uma área de
1,7 km², dos quais 1,4 km² cobertos por terra e 0,3 km² cobertos por água. Hamburg localiza-se a aproximadamente 135 m acima do nível do mar.

## Localidades na vizinhança
O diagrama seguinte representa as localidades num raio de 20 km ao redor de Hamburg.